# Orphans (film)
Orphans è un film del 1998 scritto e diretto da Peter Mullan e interpretato da Douglas Henshall, Gary Lewis e Rosemarie Stevenson.

## Trama
In una grigia giornata a Glasgow, in Scozia, tre fratelli e la loro sorella disabile si incontrano per organizzare il funerale della madre: la signora Flynn. Dopo essere andati in un pub, si verifica un incidente che separa i quattro e fa sì che uno vada alla ricerca di una pistola mentre l'altro riceve una coltellata che poi spaccia per ferita sul lavoro, mentre il fratello maggiore trascorre la notte in chiesa per prepararsi al funerale e la sorella rompe la sedia a rotelle in un vicolo buio, cosa che la costringe a restare sola e alla disperata ricerca di aiuto.
Quello che accade è un viaggio di virtù e peccato per ciascuno di loro che dimostrerà quanto manchi loro la madre.

## Produzione
Questo è stato il primo lungometraggio diretto da Mullan, che in seguito ha vinto un premio come miglior attore a Cannes per My Name is Joe, e che ha continuato a dirigere The Magdalene Sisters e Neds. Mullan ha detto che il film non è autobiografico, ma che ha scritto il film poco dopo la morte di sua madre e che ognuno dei quattro personaggi principali rappresenta un elemento di ciò che stava provando in quel momento.
Il film è stato finanziato da Channel 4 Films, dallo Scottish Arts Council National Lottery Fund e dal Glasgow Film Fund.
La colonna sonora include la musica di Craig Armstrong e Billy Connolly che canta Mairi's Wedding e due canzoni che ha scritto per il film.

## Distribuzione
Avendo finanziato la produzione, Channel Four Films aveva poi deciso di non distribuirlo perché non pensavano che avrebbe attirato un vasto pubblico commerciale.
Il film è stato proiettato per la prima volta alla Mostra del Cinema di Venezia 1998, fuori concorso, ma ha ottenuto quattro premi per Mullan: il Premio Cult Network Italia, il Premio Isvema, il Premio Kodak e il Prix Pierrot. Nel 1998 ha anche vinto premi al Gijón International Film Festival e ai British Independent Film Awards. Ha vinto il Grand Prix al Festival du Film de Paris nel 1999 e Mullan ha vinto il premio come esordiente agli Evening Standard British Film Awards del 2000.
Nelle interviste, Mullan ha detto che, una volta che Orphans ha iniziato a vincere i premi, Channel Four si è scusata e ha chiesto se potevano distribuirlo. Lui ha rifiutato l'offerta.